# Naczków
Naczków – przysiółek wsi Goszowice w Polsce, położony w województwie opolskim, w powiecie nyskim, w gminie Pakosławice.

## Nazwa
Według Heinricha Adamy'ego nazwa miejscowości pochodzi od polskiej nazwy zielonych części włoszczyzny - "naci". W swoim dziele o nazwach miejscowych na Śląsku wydanym w 1888 roku we Wrocławiu jako starszą od niemieckiej wymienia on nazwę w formie - "Nac" tłumacząc nazwę na "Krauterdorf" czyli po polsku "Wieś naci". Niemcy zgermanizowali nazwę na Natschkau w wyniku czego utraciła ona swoje pierwotne znaczenie.